# On Parade in Parede
On Parade in Parede ist ein Jazzalbum des Harris Eisenstadt Canada Day Quartet. Die am 30. April und 1. Mai 2016 im Smup Parede Studio, Lissabon entstandenen Aufnahmen erschienen im März 2017 auf Clean Feed Records.

## Hintergrund
On Parade in Parede wurde aufgenommen, als Eisenstadt und sein Quartett mit dem Trompeter Nate Wooley, dem Saxophonisten Matt Bauder und dem Kontrabassisten Pascal Niggenkemper während ihrer Europa-Tour im Frühjahr 2016 eine Reihe von Konzerten im SMUP spielten, einem kleinen Veranstaltungsort in Parede, einem Strandbad in der Nähe von Lissabon. Der Ort inspirierte auch den Titel des Albums. Nachdem Eisenstadts mit seinem „Flaggschiff-Ensemble“ im Jahrzehnt zuvor fünf Aufnahmen veröffentlicht hat, davon vier in Quintettbesetzung (Canada Day, Canada Day II, Canada Day III und Canada Day IV) und eine in Oktettbesetzung (Canada Day Octet), war dies die allererste Quartettaufnahme von Canada Day.

## Titelliste

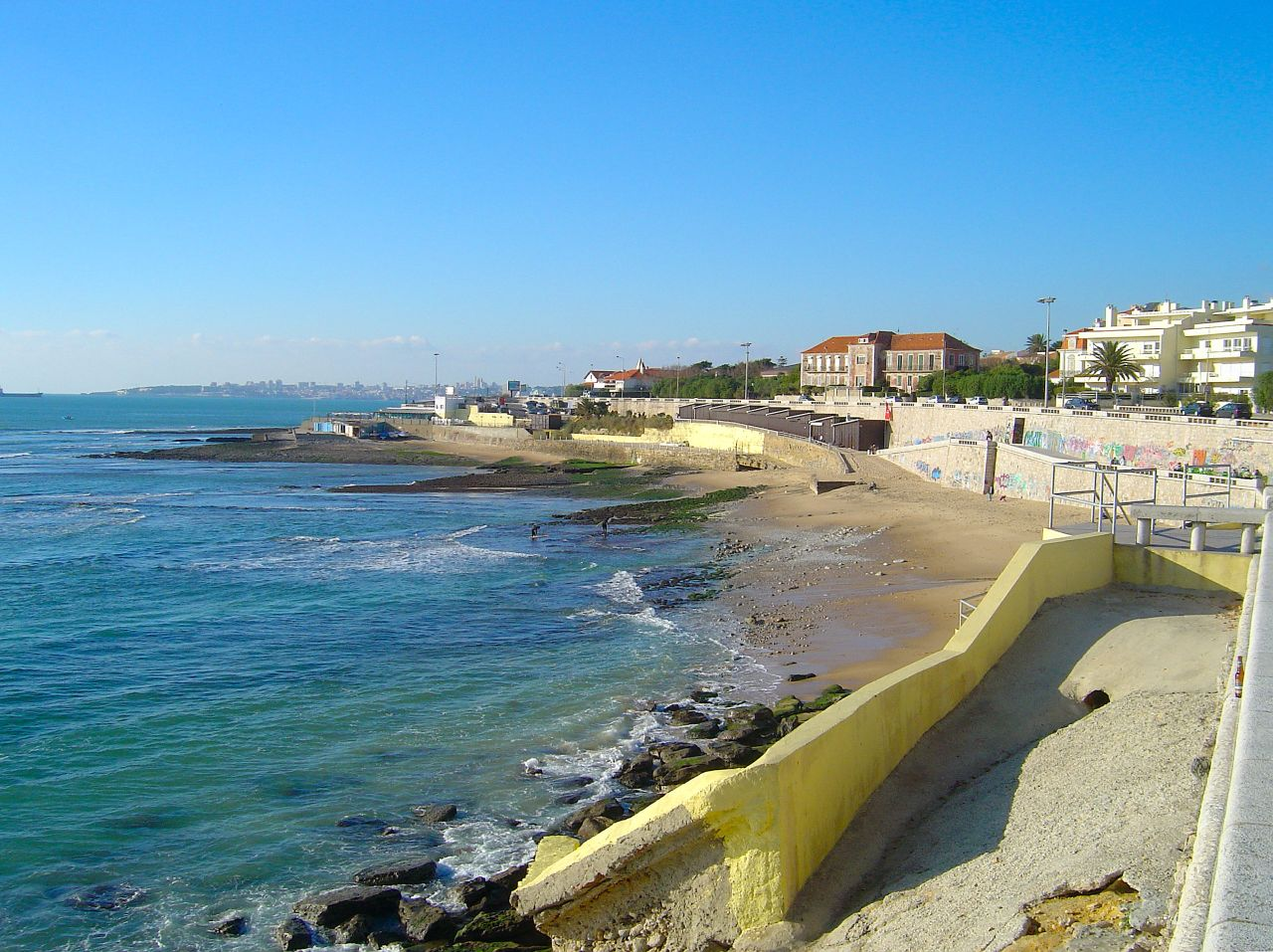
Praia da Parede, ähnlich wie auf dem Cover des Albums abgebildet

- Harris Eisenstadt Canada Day Quartet: On Parade in Parede (Clean Feed CF413CD)[1]
  1. Innuendo Is Nobody’s Friend, 5:33
  2. Sometimes You Gotta Ask for What You Want, 5:04
  3. A Fine Kettle of Fish, 5:27
  4. We All Ate What We Wanted to Eat, Parts 2 & 5, 10:50
  5. Sympathy Batters No Parsnips, 5:01
  6. We All Ate What We Wanted to Eat, Parts 3 / She Made Old Bones, 9:55
  7. We All Ate What We Wanted to Eat, Part 1, 5:26
- Alle Kompositionen stammen von Harris Eisenstadt.

## Rezeption
Nach Ansicht von John Sharpe, der das Album in All About Jazz mit der Höchstbewertung von fünf Sternen auszeichnete, stelle das Album in Eisenstadts Karriere eine Art kritischen Wendepunkt dar, in dem er sein Ensemble Canada Day auf Quartettformat verschlankt habe. Es sei auch keine Überraschung, dass die Band mitten auf einer Europatournee so gut geölt zu sein scheint. Übergänge wie in We All Ate What We Wanted To Eat, Part 3/She Made Old Bones erscheinen nahtlos und „gehen in einem Schlagzeug/Tenorsaxophon-Austausch auf, gefolgt von einem aufregenden Trompeten/Saxophon-Zusammenspiel, das in einem keuchenden A-Capella-Paar und einem lyrischen, aber abenteuerlichen Bassausflug endet.“ Insgesamt stehe Eisenstadt für eine bemerkenswerte kollektive Exzellenz, resümiert der Autor, „die von Blitzen individueller Brillanz beleuchtet wird.“
Stuart Broomer (The Whole Note) meinte, unter den zahlreichen Ensembles Eisenstadts sei Canada Day „vielleicht das traditionellste und auch der lockerste: Seine gefederten Rhythmen (die afrikanische und lateinamerikanische Wurzeln suggerieren) und abgeschnittenen Themen erinnern an die frühe Musik von Ornette Coleman, während die individuellen und kollektiven Stimmen der Band so klingen als würden sie gerade erfunden.“ Es sei wohl am einfachsten, auf Momente individueller Erfindungen hinzuweisen, schrieb der Autor, wie Wooleys Solo in We All Ate… Part 2 und Part 5, aber es gebe auch den Moment in Sympathy Batters No Parsnips, in dem Bauders erweiterte Techniken ihren Höhepunkt erreichen, nur um Wooley mit einem Sprühregen von Blechbläser-haften Sound eintreten zu lassen, die Trompete als Generator für weißes Rauschen, multipliziert die ohnehin schon hohe Dichte der Musik. Während einzelne Höhepunkte häufig brillant sind, ist es die kollektive Erfindung und Präzision der Gruppe, die am beeindruckendsten sei, von der von Eisenstadt und Niggenkemper in We All Ate… Part 3 ausgearbeiteten zusammengesetzten Pulsation bis zum endgültigen sofortigen Ensemble-Stopp in Teil 1. Man könnte über die Kategorie dieser Musik diskutieren, aber was auch immer es ist, resümiert Broomer, „dies ist der Stand der Technik.“
Nach Ansicht von Bill Meyer (Dusted) spächen Eisenstadts Titel, die er für seine Kompositionen gewählt hat, übersetzt „Innuendo ist niemandes Freund“ und „Manchmal muss man nach dem fragen, was man will“ für direkte und ehrliche Kommunikation, der Rest der Titel handele vom Essen. Da diese Platte während einer Portugal-Tour aufgezeichnet wurde, sei es wichtig, interpretiert Meyer diese Titelwahl, wenn man unterwegs ist, miteinander auszukommen und sich gut zu ernähren. Aber Jazz war schon immer Musik, so der Autor, „bei der das Verhalten und Verhalten seiner Mitspieler sowie explizite und implizite Botschaften verwendet wurden, um Punkte zu verdeutlichen. Wenn Menschen aus verschiedenen Ländern eine gemeinsame kreative Grundlage finden und damit umgehen, dass jeder das bekommt, was er braucht, passieren gute Dinge.“
Paul Serralheiro schrieb in SquidsEar, der kompositorische Stil des Materials erinnere manchmal an Ted Sirota, einen weiteren Schlagzeuger-Komponisten. Das sorge für sehr swingende Musik, aber Musik, die auch Zeit für Nuancen brauche. Diese Nuance ist das Ergebnis einer Mischung aus erweiterten Techniken und melodischem, lyrischem Spiel, dem Einstieg in die Themen und dem Vorantreiben der Musik. Besonders hob der Autor Sympathy Barters No Parsnips hervor, das mit einer langen Sequenz von leise verschmierten Trompetentönen beginne und sich zu einem hochmodernen Trompeten-Solo entwickle, bei dem Wooley mit der Vielfalt der Sounds arbeite. Bemerkenswert sei auch das knackig unterbrochene We All Ate What We Wanted to Eat, Parts 3 und die gefühlvolle Schlussnummer Part 1.